# Polypauropoides setaturgidus
Polypauropoides setaturgidus är en mångfotingart som beskrevs av Ulf Scheller 1970. Polypauropoides setaturgidus ingår i släktet Polypauropoides och familjen Polypauropodidae. Inga underarter finns listade i Catalogue of Life.